# Morelos kommun, Chihuahua
Morelos är en kommun i Mexiko.   Den ligger i delstaten Chihuahua, i den nordvästra delen av landet, 1 200 km nordväst om huvudstaden Mexico City.
Följande samhällen finns i Morelos:
- El Tablón
- Rancho Mesa los Leales
- Lajitas de Palmira
- Mesa del Frijolar
- Puerto de Ánimas
- El Bordo
- La Chirimoya